# Дюкарев, Юрий Михайлович
Юрий Михайлович Дюкарев (укр. Юрій Михайлович Дюкарев, 18 мая 1950, Староверовка, Нововодолажский район, Харьковская область, УССР, СССР) — советский и украинский учёный, профессор кафедры высшей математики физического факультета Харьковского национального университета имени В. Н. Каразина.

## Биография

### Ранние годы
Родился 18 мая 1950 года в селе Староверовка Нововодолажского района в семье сельских учителей.
В 1965 году, после окончания восьмилетней школы поступил в Харьковский энерготехнический техникум, который окончил спустя 4 года.
В 1971 году, после возвращения из двухлетней службы в Советской армии поступил на вечернее отделение механико-математического факультета Харьковского государственного университета имени А.М. Горького, закончив его с отличием в 1977 году. Одновременно с учёбой работал рабочим на заводе Электротяжмаш, электрослесарем на заводе Укрэнергочермет, инженером во Всесоюзном научно-исследовательском институте по охране вод.

## Научная деятельность
С 1977 года работает в Харьковском национальном университете на следующих должностях: изначально являлся младшим научный сотрудником, старшим научным сотрудником, ассистентом, старшим преподавателем и доцентом. С 1988 года - заведующий кафедрой высшей математики. В 1982 году защитил кандидатскую диссертацию «Интерполяционные задачи в классе Стилтьеса», а в 2006 году  – докторскую диссертацию «Теория интерполяционных задач в классе Стилтьеса и смежные вопросы анализа». В 1988—2008 годах являлся руководителем кафедры высшей математики физического факультета Харьковского национального университета имени В.Н. Каразина.
Разработал теорию интерполяционных задач. Всего он опубликовал примерно 100 научных работ, из которых три учебных пособия были одобрены Министерством образования Украины, а также подготовил одного кандидата наук.

## Основные публикации
1. Дюкарев Ю. М. О критериях неопределённости матричной проблемы моментов Стилтьеса // Математические заметки : электронный журнал. — МИАН, 2004. — № 1. — С. 71—88.
2. Дюкарев Ю. М. О неопределенности интерполяционных задач в классе Стилтьеса // Математический сборник : электронный журнал. — МИАН, 2005. — № 3. — С. 61—88.
3. Дюкарев Ю. М. О дефектных числах симметричных операторов, порождённых блочными матрицами Якоби // Математический сборник : электронный журнал. — РАН, 2006. — Т. 197, № 8. — С. 73—100.
4. Chogue Rivero A.E.,  Dyukarev Yu.M., Fritzsche B., Kirstein B. A truncated matricial moment problem on a finite interval // Operator Theory: Advances and Applications : электронный журнал. — 2005. — Т. 165. — С. 121—173.
5. Chogue Rivero A.E.,  Dyukarev Yu.M., Fritzsche B., Kirstein B. A truncated matricial moment problem on a finite interval. The case of an odd number of prescribed moments // Operator Theory: Advances and Applications : электронный журнал. — 2005. — Т. 176. — С. 99—164.